# Steppenheidetheorie
Die Steppenheidetheorie war eine zentrale Theorie der älteren siedlungsgeographischen Forschung. Sie besagte, dass die Altsiedellandschaften, die der Mensch mit Beginn der Jungsteinzeit in den mittleren Breitegraden zunächst aufgesiedelt hat, eine Steppenheide und mithin waldfreie Landschaft gewesen sei, die für die Besiedlung nicht hätte gerodet werden müssen. Die Theorie, die auf den Geographen Robert Gradmann zurückgeht, wurde Ausgangspunkt vieler siedlungsarchäologischer Studien. So griff Ernst Wahle in den 1920er Jahren die Theorie auf und legte eine der frühen archäologischen Arbeiten vor, die das Mensch-Umwelt-Verhältnis thematisierten. Archäobotanische Forschungen z. B. von Reinhold Tüxen und Karl Bertsch haben die Theorie seit den 1920er Jahren widerlegt.
Einen argumentativ verwandten Ansatz verfolgt die Megaherbivorenhypothese, laut derer große Flächen ursprünglich durch große Pflanzenfresser, sogenannte Megaherbivoren, offengehalten wurden, beispielsweise Auerochsen, Wildpferde und Rotwild.

## Inhalte
So seien nach Gradmanns Hypothese die frühen bäuerlichen Siedlungen in Mitteleuropa – während des jüngeren Neolithikums, zwischen 5500 und 1800 v. Chr. – etwa durch die Bandkeramiker vornehmlich an klimatisch begünstigten geographischen Lagen mit leichten Böden oder in Flussauen erfolgt. Er folgerte dies aus seinen Beobachtungen, dass es häufig eine räumliche Nähe von bandkeramischen Siedlungsplätzen und waldfreien Trockenrasenflächen gibt. Das führte ihn zu der Annahme, dass Mitteleuropa nicht geschlossen bewaldet gewesen sei, sondern dass es vielmehr, neben Waldgebieten oder Flussauen, auch mit Sträuchern bewachsene Steppenlandschaften gab, die von den neolithischen Bauern bevorzugt worden wären.
Gradmann definierte die Steppenheide analog zu Vegetationskomplexen der Schwäbischen Alb. Eine Steppenheide entsteht dort, wo sich auf dem Fels eine dünne Schicht Feinerde angesammelt hat und sich Trockenrasen, wärmeliebende Staudensäume, Gebüsche oder Trockenwälder entwickeln. Diese Landschaft ist jedoch vielerorts durch Weidewirtschaft begünstigt und daher häufig eher Kultur- als Naturlandschaft.